# Leszczyny (Czerwionka-Leszczyny)
Leszczyny (niem. Leschczin, daw. Laszczyny) – dzielnica Czerwionki-Leszczyn.

## Historia
Leszczyny powstały prawdopodobnie pod koniec XIII w. Równocześnie erygowano parafię. Pierwszym właścicielem osady był w XV wieku rycerz Nikolaus z Leszczyn, następnie stanowiły własność rodziny Welczków. Wieś dotkliwie spustoszono w czasie wojny trzydziestoletniej, czego następstwem było przyłączenie w 1627 r. parafii do Bujakowa. W 1701 r. wieś kupił Adam Laschowski od Kaspera Schycka. W rękach Laschowskich Leszczyny znajdowały się do 1835 r. Następnym właścicielem został Franciszek Goertz, później Franciszek König, a następnie Maria Richthofen oraz Fryderyk Langer, który w 1866 roku sprzedał Leszczyny Konradowi Barteltowi. Bartelt wzniósł murowaną siedzibę rodową – istniejący do dziś tzw. zamek w Leszczynach oraz przyczynił się do wybudowania szkoły. Po śmierci Konrada Bartelta majątek odziedziczyła córka Helena z mężem Janem Eickl, którzy w 1906 roku sprzedali dominium Spółce Akcyjnej Huta Królewska i Laura. Reszta dóbr znalazła się pod zarządem macochy Heleny, której drugi mąż w krótkim czasie doprowadził majątek do stanu upadłości. W 1918 r. przeszedł on także na własność wspomnianej spółki.
Pierwszym kościołem parafialnym w Leszczynach był kościół pod wezwaniem św Bartłomieja, także kolejny wybudowany w latach 1594-1606, którego fundatorem prawdopodobnie był właściciel miejscowości pochodzący z rodu Welczek, był pod wezwaniem tegoż świętego. W 1679 r. kościół parafialny w Leszczynach był poświęcony ku czci Najświętszej Trójcy. W 1981 roku kościół ten został przeniesiony do Palowic (patrz: Kościół Trójcy Przenajświętszej w Palowicach). W połowie lat 30. przystąpiono do budowy nowego, murowanego kościoła. Budowę rozpoczęto – staraniem ówczesnego proboszcza, ks. Adolfa Pojdy – w 1937 r., ukończono w stanie surowym latem 1939 r. Nowy kościół pod wezwaniem św. Andrzeja Boboli, został poświęcony 16 lipca 1944r, po wydaniu decyzji przez władze okupacyjne.
W 1650 r. powstała szkółka parafialna, a w 1877 r. wybudowano istniejący do dziś budynek, który rozbudowano w latach 90. XX wieku, w którym obecnie mieszczą się Szkoła Podstawowa i Gimnazjum nr 1.
W 1856 r. oddano do użytku linię kolejową Orzesze – Rydułtowy ze stacją w Rzędówce.
W okresie dwudziestolecia międzywojennego w Leszczynach działały: gniazdo Towarzystwa Gimnastycznego Sokół, Towarzystwo Śpiewu Słowik oraz Klub Sportowy Piast 20. Patriotyczne nastroje mieszkańców Leszczyn znalazły wyraz w ich udziale w powstaniach śląskich. W głosowaniu plebiscytowym w 1921 r., mieszkańcy opowiedzieli się za przyłączeniem wschodniego terenu Górnego Śląska do Polski.
W czasie II wojny światowej, podczas ewakuacji więźniów obozu koncentracyjnego w Oświęcimiu, w styczniu 1945 r., w pobliżu stacji kolejowej Rzędówka zamordowano 292 więźniów obozu Auschwitz-Birkenau, których pochowano w zbiorowej mogile przy torach kolejowych. W maju 1955 r. szczątki ekshumowano i przeniesiono na cmentarz centralny w Gliwicach.
W latach 1954–1955 wieś należała i była siedzibą władz gromady Leszczyny. W 1956 r. gromadę przekształcono na osiedle miejskie. 18 lipca 1962 osiedle Leszczyny otrzymało prawa miejskie. 27 maja 1975 do Leszczyn włączono miasto Czerwionka. 1 stycznia 1992 r. zmieniono nazwę miasta na Czerwionka-Leszczyny, w którym Leszczyny są dzielnicą.

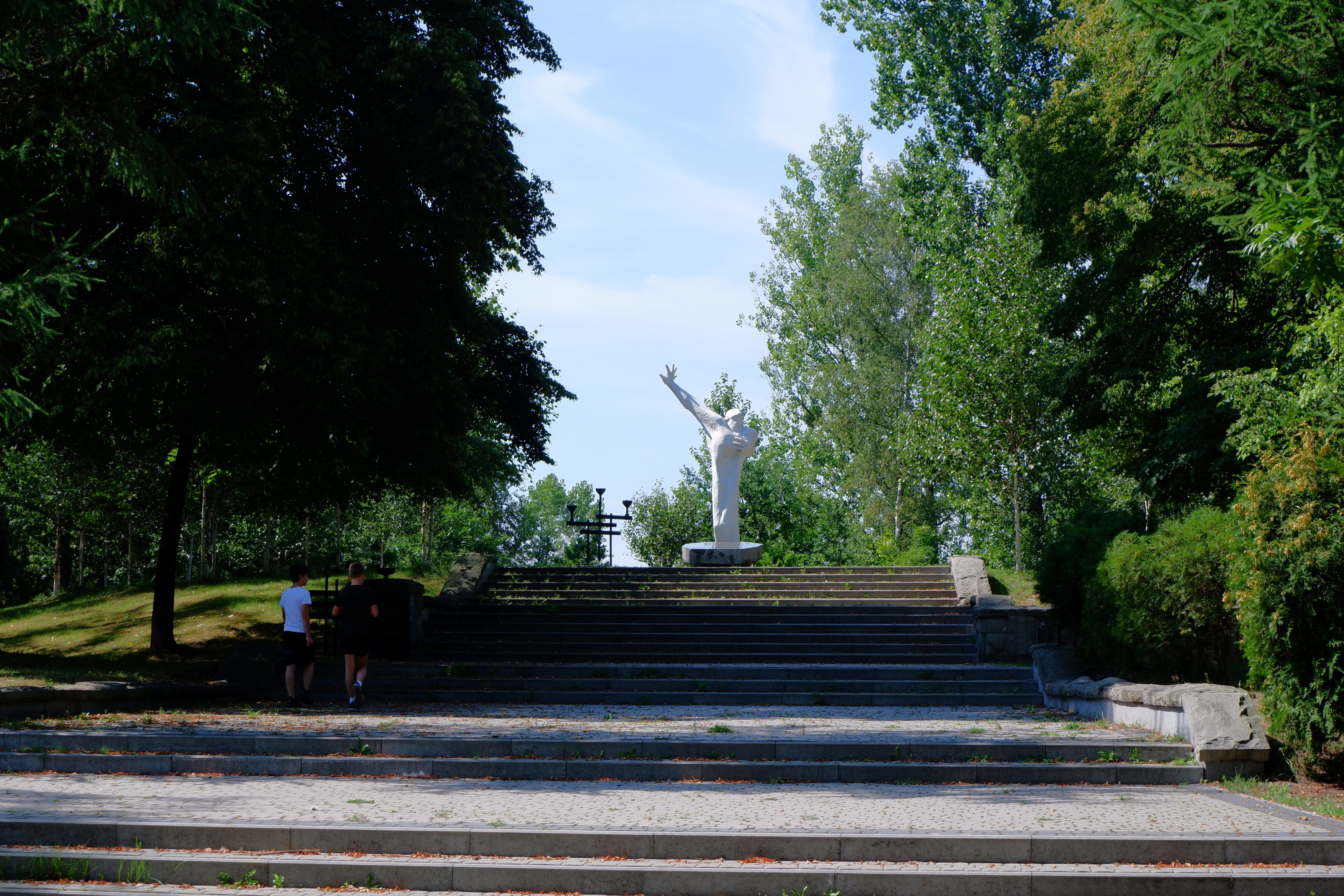
Pomnik Ofiarom Hitleryzmu

W Leszczynach znajduje się symboliczna mogiła więźniów oraz pomnik ofiar II wojny światowej, ufundowany w 1966 r. na cześć więźniów zamordowanych w styczniu 1945 roku, wywiezionych pociągami przez Leszczyny z Obozu Zagłady Auschwitz-Birkenau do innych obozów koncentracyjnych, na terenie III Rzeszy.
Znajdują się tu trzy szkoły: Szkoła Podstawowa nr 1, Szkoła Podstawowa nr 3 i Zespół Szkół Specjalnych
z 31 marca 2007 r. liczyły one 12 tysięcy 311 mieszkańców.

## Sport
Klub Sportowy Piast Leszczyny – klub powstał w 1922 r. i działał pod nazwą Ludowy Klub Sportowy aż do roku 1964. W 1965 r. zmieniono nazwę na „Klub Sportowy Piast”. Drużyna była wielokrotnie odznaczana przez władze w Katowicach, Rybniku, a nawet w Warszawie. W 1995/96 drużyna awansowała do IV Ligi Śląskiej. Po wycofaniu się z rozgrywek z powodów organizacyjnych od sezonu 2011/2012 seniorzy Piasta rozpoczęli rozgrywki od najniższego szczebla rozgrywek. Od tego sezonu powołano także drużynę seniorek.

### Sekcje
Dawniej funkcjonowało 5 sekcji sportowych:
- Piłka nożna
- Koszykówka kobiet
- Szachy
- Tenis stołowy
- Skat

Aktualnie czynne są dwie sekcje: piłkarska na którą składają się grupy:
- Pierwsza drużyna piłki nożnej (grająca w C Klasie Rybnickiej)
- Drużyna piłki nożnej kobiet (nie zgłoszona do rozgrywek)
- Drużyny młodzieżowe chłopców

oraz sekcja skata sportowego.

### Stadion
Stadion znajduje się przy ulicy Brzozowej 1. Trybuna posiada 1000 miejsc, w tym połowa siedzących. Obok stadionu boisko treningowe.
Budynek klubowy wyposażony w szatnie, zaplecze gospodarcze, biura.

## Ludzie związani z Leszczynami
- Daniel Kaczmarczyk
- Krzysztof Kluczniok
- Jerzy Pogocki